# Холокост в Чаусском районе
Холокост в Ча́усском районе — систематическое преследование и уничтожение евреев на территории Чаусского района Могилёвской области оккупационными властями нацистской Германии и коллаборационистами в 1941—1944 годах во время Второй мировой войны, в рамках политики «Окончательного решения еврейского вопроса» — составная часть Холокоста в Белоруссии и Катастрофы европейского еврейства.

## Геноцид евреев в районе
Чаусский район был полностью оккупирован немецкими войсками 16 июля 1941 года, и оккупация продлилась почти три года — до 25 июня 1944 года. Нацисты включили Чаусский район в состав территории, административно отнесённой к зоне армейского тыла группы армий «Центр». Комендатуры — полевые (фельдкомендатуры) и местные (ортскомендатуры) — обладали всей полнотой власти в районе.
Для осуществления политики геноцида и проведения карательных операций сразу вслед за войсками в район прибыли карательные подразделения войск СС, айнзатцгруппы, зондеркоманды, тайная полевая полиция (ГФП), полиция безопасности и СД, жандармерия и гестапо.

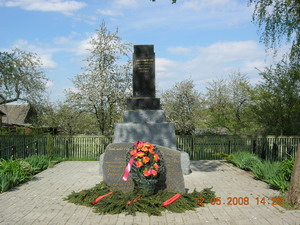
Памятник убитым евреям в деревне Благовичи

Во всех крупных деревнях района были созданы районные (волостные) управы и полицейские гарнизоны из белорусских коллаборационистов.
Одновременно с оккупацией нацисты и их приспешники начали поголовное уничтожение евреев. «Акции» (таким эвфемизмом гитлеровцы называли организованные ими массовые убийства) повторялись множество раз во многих местах. В тех населенных пунктах, где евреев убили не сразу, их содержали в условиях гетто вплоть до полного уничтожения, используя на тяжелых и грязных принудительных работах, от чего многие узники умерли от непосильных нагрузок в условиях постоянного голода и отсутствия медицинской помощи.
За время оккупации практически все евреи Чаусского района были убиты, а немногие спасшиеся в большинстве воевали впоследствии в партизанских отрядах.
Евреев в районе убили в Чаусах, деревнях Заболотье (рядом с Благовичами, ныне не существующая), Дрануха, Дубасник и других.

## Гетто
Оккупационные власти под страхом смерти запретили евреям снимать желтые латы или шестиконечные звезды (опознавательные знаки на верхней одежде), выходить из гетто без специального разрешения, менять место проживания и квартиру внутри гетто, ходить по тротуарам, пользоваться общественным транспортом, находиться на территории парков и общественных мест, посещать школы.
Реализуя нацистскую программу уничтожения евреев, немцы создали на территории района одно гетто — в Чаусах, в котором в августе 1941 года были убиты около 700 евреев..

## Организаторы и исполнители убийств
По данным расследования комиссии ЧГК, массовые убийства в Чаусах и районе организовывали и проводили следующие руководители и непосредственные участники: немецкий офицер, комендант города Бирус, комендант ОРСТ фельдфебель Кремер, коменданты фельдфебели Кюстер, Дойтер, и Дынчер, начальник жандармерии Закс, шеф немецкой государственной полиции Семенюк, начальник первого отдела полиции Рыдлевич, начальник второго отдела полиции Таранов, следователь немецкой полиции Потычко, начальники государственной полиции ОД Фёдоров и Козлов, начальник казармы Коваленко, начальник немецкой полиции и бургомистр Киселёв, начальники района Ефременко и Романов, заведующая трудовым бюро Глыбина.

## Случаи спасения и «Праведники народов мира»
В Чаусском районе 3 человека были удостоены почетного звания «Праведник народов мира» от израильского мемориального института «Яд Вашем» «в знак глубочайшей признательности за помощь, оказанную еврейскому народу в годы Второй мировой войны»:
- Пилецкая Надежда — за спасение Гороховской (Леиной) Анны и Леина Николая в деревне Любавино[18].
- Перцовы Иван и Вера — за спасение Ползик Тамары в Чаусах[19].

## Память
Опубликованы неполные списки жертв геноцида евреев в Чаусском районе.
Памятники убитым евреям района установлены на месте перезахоронения останков на еврейском кладбище в Чаусах и в деревне Благовичи на месте убийства евреев деревень Путьки и Заболотье, а также евреев — студентов-ополченцев Могилевского пединститута.